# New World Records
New World Records ist ein US-amerikanisches Musiklabel mit Sitz in New York City. Es wurde 1975 gegründet und ist auf Musik der Vereinigten Staaten spezialisiert.
Es entstand 1975 mit Unterstützung der Rockefeller Foundation, als eine aus 100 LPs bestehende Recorded Anthology Of American Music produziert wurde, die 200 Jahre amerikanischer Musik präsentierte. Seitdem erschienen auf dem Label über 400 Alben aus verschiedenen musikalischen Bereichen, wie traditioneller Musik, Jazz, Klassische Musik, populäres Liedgut und experimentelle Musik. Zu den auf New World erscheinenden Künstlern gehören Muhal Richard Abrams, ARTE Quartett, Milton Babbitt, Tim Berne, Elliott Carter, Alvin Curran, Marty Ehrlich, Morton Feldman, Ben Johnston, Steve Kuhn, Anne LeBaron, Butch Morris, James Newton, Bern Nix, Harry Partch, Ned Rothenberg, Gunther Schuller, Cecil Taylor und Paul Martin Zonn.
Ausgezeichnet mit dem Grammy Award wurden die Aufnahme von Samuel Barbers Oper Antony and Cleopatra (1984), von Leonard Bernsteins Operette Candide (1986) und Ned Rorems symphonische Dichtungen String Symphony/Sunday Morning/Eagles (1989).
Sublabel sind Composers Recordings Inc. (CRI) und CounterCurrents.